# 比利·米尔斯
比利·米尔斯（英語：Billy Mills，1938年6月30日—），美国男子田径运动员，主攻长跑。他曾代表美国参加1964年夏季奥林匹克运动会田径比赛，获得男子10000米金牌。